# Novel American
Novel American foi uma banda de rock americana de Nashville, Tennessee, formada em 2011. A banda foi formada por causa da saída de Josh Farro do Paramore e fazem parte Josh Farro (guitarra), e os ex-membros de "Cecil Adora", Van Beasley (vocal), Ryan Clark (baixo) e Zac farro (bateria). O grupo acabou oficialmente em 2014.

## História

### Formação (2010–2014)
O guitarrista Josh Farro foi um membro do Paramore, tendo formado com o irmão Zac e Hayley Williams. Após terem realizado três álbuns de sucesso, Josh e Zac saíram da banda em 2010.  Josh decidiu formar outra banda, escolhendo o nome Novel American, que foi sugerido pela mulher de Josh. Após a saída de Van Beasley (vocal) restaram os membros Josh Farro (guitarra), Zac Farro (bateria) e Ryan Clark (baixo), a banda ainda está à procura de um vocalista. O grupo planejava lançar um EP no futuro, o que nunca aconteceu. Em maio de 2014, a banda foi dissolvida.

## Influências
A banda citou influencias tais como Jimmy Eat World, Radiohead, Explosions in the Sky e Sigur Rós.

## Integrantes

### Última formação
- Josh Farro - guitarra
- Ryan Clark - baixo, voz secundária
- Zac Farro - bateria[5]

### Outros integrantes
- Tyler Ward - bateria[5]
- Van Beasley - vocal